# 浮生六記
《浮生六记》是中國清代文人沈復的自傳式散文，全書共有六卷，今僅餘四卷(五、六卷失傳)。沈復為長洲（今江蘇省蘇州市）人，《浮生六记》完成後原本僅在當地文人間流傳，後由上海《申报》於光緒四年（1877年）初刊。其第一卷描述沈復與妻子陳芸的故事；第二卷主要寫瓶花盆栽，中華民國國立編譯館所編寫的國民中學國文教科書選文〈兒時記趣〉即出自本卷；卷三亦寫陳芸之事；卷四則為遊記。五、六卷標題為〈中山記歷〉、〈養生記道〉。其確切成書年代不明，只知第四卷寫於嘉慶十三年（1808年）。「浮生」二字意思是「人生」，語本《莊子．刻意》：「其生若浮，其死若休。」閒情記趣

## 版本
《浮生六記》最早以稿本流傳，楊引傳於蘇州冷攤上購得僅存前四卷〈閨房記樂〉、〈閒情記趣〉、〈坎坷記愁〉、〈浪遊記快〉的殘本，託付在上海申報館工作的妹夫王韜在清光緒四年（1878年）出版，收入《獨悟庵叢鈔》中，乃此書初刻本。卷首有管貽萼、潘麐生所題的詩，以及楊引傳的序、王韜跋。其後各版本皆以之為底本。:18-21
民國24年（1935年）上海世界書局《美化文學名著叢刊》中的《浮生六記足本》，將王均卿在冷攤購得的第五、六卷〈中山記歷〉、〈養生記道〉載入。1970、80年代，臺灣學者吳幅員、楊仲揆及中國學者陳毓羆等人先後考證王均卿購得的兩卷為偽作，今已成學術界共識。:18-21偽作者為黃楚香。

### 《册封琉球国记略》
2005年山西收藏家彭令發現一本名為《記事珠》的舊書，後來被鑑定為钱泳手录《浮生六记》卷五佚文。
2010年9月11日，中国太平洋学会在北京召开《册封琉球国记略》审阅评估会，邀请到多位专家参会。专家审阅了册封琉球国记略原件，一致认为经笔迹和文献对比，“肯定《记事珠》确係清代中期学者钱泳的手稿，无现代人伪作之嫌”，并认为《记事珠》中专门提到《浮生六记》，部分条目来《浮生六记》，以肯定《册封琉球国记略》抄自《浮生六记·海国记》。
2010年中国人民文学出版社新版《浮生六记》收入《冊封琉球國記略》。
但亦有个别人提出質疑該書是偽作，大部分改写自康熙五十八年册封副使徐葆光的《中山传信录》。如胡新所撰《〈海国记〉又係伪作考辨（元、亨、利、贞）》等一系列文章，引起部份學者如香港中文大學亞太研究所研究員鄭海麟、國立高雄師範大學經學研究所教授蔡根祥等人激烈爭論，张传玺亦對此质疑。

### 翻譯版本
此书有多种文字的译本。可查有三种英译本，还有德、法、丹麦、瑞典、日本、意大利、俄、韓、西班牙、荷蘭、希伯來、捷克、马来，共十三種語言的譯本。英譯本最著名者，是1936年林语堂将《浮生六記》四卷譯為英文，後又在漢英對照本序中提到“芸，我想，是中国文学上一个最可爱的女人。”

## 衍生作品
俞平伯曾根据《浮生六记》的前四篇作《浮生六记年表》。而中華民國國立編譯館所編寫的國民中學國文教科書選文〈兒時記趣〉即出自此書第二卷。

## 改编电视剧
亚视1983年电视剧浮生三記